# Fressancourt
Fressancourt és un municipi francès situat al departament de l'Aisne i a la regió dels Alts de França. L'any 2007 tenia 224 habitants.

## Demografia

### Població
El 2007 la població de fet de Fressancourt era de 224 persones. Hi havia 74 famílies de les quals 18 eren unipersonals (9 homes vivint sols i 9 dones vivint soles), 13 parelles sense fills, 34 parelles amb fills i 9 famílies monoparentals amb fills.
La població ha evolucionat segons el següent gràfic:
Habitants censats

### Habitatges
El 2007 hi havia 92 habitatges, 80 eren l'habitatge principal de la família, 4 eren segones residències i 7 estaven desocupats. Tots els 92 habitatges eren cases. Dels 80 habitatges principals, 70 estaven ocupats pels seus propietaris, 9 estaven llogats i ocupats pels llogaters i 1 estava cedit a títol gratuït; 5 tenien dues cambres, 10 en tenien tres, 29 en tenien quatre i 36 en tenien cinc o més. 63 habitatges disposaven pel capbaix d'una plaça de pàrquing. A 36 habitatges hi havia un automòbil i a 33 n'hi havia dos o més.

### Piràmide de població
La piràmide de població per edats i sexe el 2009 era:
| Homes | Edats   | Dones |
| ----- | ------- | ----- |
| 0     | 95 o +  | 0     |
| 0     | 90 a 94 | 4     |
| 4     | 85 a 89 | 0     |
| 4     | 80 a 84 | 0     |
| 4     | 75 a 79 | 8     |
| 0     | 70 a 74 | 0     |
| 4     | 65 a 69 | 4     |
| 0     | 60 a 64 | 4     |
| 0     | 55 a 59 | 4     |
| 12    | 50 a 54 | 4     |
| 4     | 45 a 49 | 8     |
| 16    | 40 a 44 | 4     |
| 8     | 35 a 39 | 4     |
| 0     | 30 a 34 | 8     |
| 4     | 25 a 29 | 12    |
| 4     | 20 a 24 | 4     |
| 4     | 15 a 19 | 12    |
| 0     | 10 a 14 | 8     |
| 8     | 5 a 9   | 4     |
| 0     | 0 a 4   | 4     |

## Economia
El 2007 la població en edat de treballar era de 147 persones, 103 eren actives i 44 eren inactives. De les 103 persones actives 88 estaven ocupades (49 homes i 39 dones) i 15 estaven aturades (4 homes i 11 dones). De les 44 persones inactives 9 estaven jubilades, 19 estaven estudiant i 16 estaven classificades com a «altres inactius».

### Ingressos
El 2009 a Fressancourt hi havia 80 unitats fiscals que integraven 223 persones, la mediana anual d'ingressos fiscals per persona era de 16.789 €.

### Activitats econòmiques
Dels 2 establiments que hi havia el 2007, 1 era d'una empresa d'hostatgeria i restauració i 1 d'una empresa classificada com a «altres activitats de serveis».
L'únic servei als particulars que hi havia el 2009 era un restaurant.

## Poblacions més properes
El següent diagrama mostra les poblacions més properes.